# Raivis Jurkovskis
Raivis Andris Jurkovskis (Liepāja, 9 dicembre 1996) è un calciatore lettone, centrocampista del Riga FC e della nazionale lettone.

## Carriera

### Club
È cresciuto nelle giovanili del Metalurgs Liepāja, arrivando ad esordire con il Metalurgs Liepāja-2 (la formazione riserve) disputando da titolare la 1. Līga 2013 (seconda serie lettone). Con il fallimento del club è passato al Liepāja, squadra concittadina che è stata fondata proprio per sostituire il Metalurgs. Riuscì ad esordire in Virslīga solo nel 2015, quando, nel corso della prima giornata contro lo Skonto, entrò in campo al posto di Cristián Torres; il 1º agosto dello stesso anno mise a segno il suo primo gol in Virslīga, siglando il definitivo 4-1 nella vittoria contro lo Spartaks Jūrmala. A fine stagione totalizzò 15 presenze con due reti all'attivo e conquistò con la squadra il campionato.
Ad inizio della stagione 2016 passò in prestito al RFS Riga, dove trovò molto più spazio, totalizzando 27 presenze su 28, tutte da titolare, con sei reti all'attivo. Tornato a fine anno alla base, disputò col Liepāja altre quattro stagioni, ottenendo la vittoria della Coppa di Lettonia 2017 e esordendo nelle coppe europee il 26 giugno 2017: Fu infatti titolare nella gara contro i nordirlandesi del Crusaders valida per il primo turno preliminare. Nel gennaio del 2021 lasciò il Liepāja dopo aver accumulato oltre 100 presenze tra campionato, coppa di Lettonia e coppe europee, con 10 reti all'attivo.
La sua destinazione fu l'Irlanda e, segnatamente il Dundalk. Con tale club vinse subito la Supercoppa d'Irlanda 2021 battendo lo Shamrock Rovers ai tiri di rigore. Il 20 marzo esordì in Premier Division 2021, giocando titolare la gara contro lo Sligo Rovers valida per la prima giornata di campionato. Dopo aver totalizzato 29 presenze in un anno di Premier Division, Jurkovskis è tornato a gennaio 2022 in patria, firmando per il Riga FC.
Con il nuovo club esordì il 1º aprile, giocando la prima ora della vittoriosa gara contro il Super Nova, valida per la terza giornata di campionato; quattro giorni più tardi, nel successivo turno contro lo Spartaks Jūrmala, ebbe la soddisfazione di mettere a segno la prima rete, con la complicità di una deviazione.

### Nazionale
Ha esordito con l'Under-19 lettone nel 2014, totalizzando quattro presenze. Il 4 settembre 2015 ha esordito anche in Under-21, entrando nella ripresa al posto di Ilja Sadcins nella gara contro i pari età del Belgio valida per le qualificazioni al campionato europeo di calcio Under-21 2017. In tre anni con l'Under-21 ha disputato venti gare, segnando un'unica rete: realizzò la rete del temporaneo vantaggio contro gli inglesi, nella gara dell'11 settembre 2018 valida per le qualificazioni al campionato europeo di calcio Under-21 2019; la gara finì 2-1 per gli inglesi.
Il 3 febbraio 2018, all'età di meno di 21 anni e 2 mesi, quando ancora giocava per l'Under-21, debuttò in nazionale maggiore: giocò, infatti, da titolare l'amichevole contro la Corea del Sud. Il 5 giugno, con il pareggio contro la Lituania, conquistò la Coppa del Baltico 2018.
Il suo esordio nelle competizioni UEFA per nazionali avvenne invece il 15 ottobre del 2019, nella sconfitta contro Israele maturata nella gara valida per le qualificazioni ad Euro 2020.

## Statistiche

### Cronologia presenze e reti in nazionale
| Cronologia completa delle presenze e delle reti in nazionale ― Lettonia | Cronologia completa delle presenze e delle reti in nazionale ― Lettonia | Cronologia completa delle presenze e delle reti in nazionale ― Lettonia | Cronologia completa delle presenze e delle reti in nazionale ― Lettonia | Cronologia completa delle presenze e delle reti in nazionale ― Lettonia | Cronologia completa delle presenze e delle reti in nazionale ― Lettonia | Cronologia completa delle presenze e delle reti in nazionale ― Lettonia | Cronologia completa delle presenze e delle reti in nazionale ― Lettonia |
| Data                                                                    | Città                                                                   | In casa                                                                 | Risultato                                                               | Ospiti                                                                  | Competizione                                                            | Reti                                                                    | Note                                                                    |
| ----------------------------------------------------------------------- | ----------------------------------------------------------------------- | ----------------------------------------------------------------------- | ----------------------------------------------------------------------- | ----------------------------------------------------------------------- | ----------------------------------------------------------------------- | ----------------------------------------------------------------------- | ----------------------------------------------------------------------- |
| 3-2-2018                                                                | Adalia                                                                  | Corea del Sud                                                           | 1 – 0                                                                   | Lettonia                                                                | Amichevole                                                              | -                                                                       |                                                                         |
| 22-3-2018                                                               | Marbella                                                                | Fær Øer                                                                 | 1 – 1                                                                   | Lettonia                                                                | Amichevole                                                              | -                                                                       | 55’                                                                     |
| 25-3-2018                                                               | Gibilterra                                                              | Gibilterra                                                              | 1 – 0                                                                   | Lettonia                                                                | Amichevole                                                              | -                                                                       | 65’                                                                     |
| 5-6-2018                                                                | Vilnius                                                                 | Lituania                                                                | 1 – 1                                                                   | Lettonia                                                                | Coppa del Baltico 2018                                                  | -                                                                       |                                                                         |
| 15-10-2019                                                              | Be'er Sheva                                                             | Israele                                                                 | 3 – 1                                                                   | Lettonia                                                                | Qual. Euro 2020                                                         | -                                                                       |                                                                         |
| 16-11-2019                                                              | Lubiana                                                                 | Slovenia                                                                | 1 – 0                                                                   | Lettonia                                                                | Qual. Euro 2020                                                         | -                                                                       |                                                                         |
| 19-11-2019                                                              | Riga                                                                    | Lettonia                                                                | 1 – 0                                                                   | Austria                                                                 | Qual. Euro 2020                                                         | -                                                                       |                                                                         |
| 3-9-2020                                                                | Riga                                                                    | Lettonia                                                                | 0 – 0                                                                   | Andorra                                                                 | UEFA Nations League 2020-2021 - 1º turno                                | -                                                                       |                                                                         |
| 6-9-2020                                                                | Ta' Qali                                                                | Malta                                                                   | 1 – 1                                                                   | Lettonia                                                                | UEFA Nations League 2020-2021 - 1º turno                                | -                                                                       |                                                                         |
| 7-10-2020                                                               | Podgorica                                                               | Montenegro                                                              | 1 – 1                                                                   | Lettonia                                                                | Amichevole                                                              | -                                                                       |                                                                         |
| 13-10-2020                                                              | Riga                                                                    | Lettonia                                                                | 0 – 1                                                                   | Malta                                                                   | UEFA Nations League 2020-2021 - 1º turno                                | -                                                                       |                                                                         |
| 14-11-2020                                                              | Riga                                                                    | Lettonia                                                                | 1 – 1                                                                   | Fær Øer                                                                 | UEFA Nations League 2020-2021 - 1º turno                                | -                                                                       |                                                                         |
| 17-11-2020                                                              | Andorra la Vella                                                        | Andorra                                                                 | 0 – 5                                                                   | Lettonia                                                                | UEFA Nations League 2020-2021 - 1º turno                                | -                                                                       |                                                                         |
| 24-3-2021                                                               | Riga                                                                    | Lettonia                                                                | 1 – 2                                                                   | Montenegro                                                              | Qual. Mondiali 2022                                                     | -                                                                       |                                                                         |
| 27-3-2021                                                               | Amsterdam                                                               | Paesi Bassi                                                             | 2 – 0                                                                   | Lettonia                                                                | Qual. Mondiali 2022                                                     | -                                                                       |                                                                         |
| 30-3-2021                                                               | Istanbul                                                                | Turchia                                                                 | 3 – 3                                                                   | Lettonia                                                                | Qual. Mondiali 2022                                                     | -                                                                       |                                                                         |
| 4-6-2021                                                                | Riga                                                                    | Lettonia                                                                | 3 – 1                                                                   | Lituania                                                                | Amichevole                                                              | -                                                                       | 61’                                                                     |
| 7-6-2021                                                                | Düsseldorf                                                              | Germania                                                                | 7 – 1                                                                   | Lettonia                                                                | Amichevole                                                              | -                                                                       |                                                                         |
| 10-6-2021                                                               | Tallinn                                                                 | Estonia                                                                 | 2 – 1                                                                   | Lettonia                                                                | Amichevole                                                              | -                                                                       | 61’                                                                     |
| 1-9-2021                                                                | Riga                                                                    | Lettonia                                                                | 3 – 1                                                                   | Gibilterra                                                              | Qual. Mondiali 2022                                                     | -                                                                       |                                                                         |
| 4-9-2021                                                                | Riga                                                                    | Lettonia                                                                | 0 – 2                                                                   | Norvegia                                                                | Qual. Mondiali 2022                                                     | -                                                                       |                                                                         |
| 7-9-2021                                                                | Podgorica                                                               | Montenegro                                                              | 0 – 0                                                                   | Lettonia                                                                | Qual. Mondiali 2022                                                     | -                                                                       |                                                                         |
| 8-10-2021                                                               | Riga                                                                    | Lettonia                                                                | 0 – 1                                                                   | Paesi Bassi                                                             | Qual. Mondiali 2022                                                     | -                                                                       |                                                                         |
| 11-10-2021                                                              | Riga                                                                    | Lettonia                                                                | 1 – 2                                                                   | Turchia                                                                 | Qual. Mondiali 2022                                                     | -                                                                       |                                                                         |
| 13-11-2021                                                              | Oslo                                                                    | Norvegia                                                                | 0 – 0                                                                   | Lettonia                                                                | Qual. Mondiali 2022                                                     | -                                                                       |                                                                         |
| 16-11-2021                                                              | Gibilterra                                                              | Gibilterra                                                              | 1 – 3                                                                   | Lettonia                                                                | Qual. Mondiali 2022                                                     | -                                                                       |                                                                         |
| 3-6-2022                                                                | Riga                                                                    | Lettonia                                                                | 3 – 0                                                                   | Andorra                                                                 | UEFA Nations League 2022-2023 - 1º turno                                | -                                                                       |                                                                         |
| 6-6-2022                                                                | Riga                                                                    | Lettonia                                                                | 1 – 0                                                                   | Liechtenstein                                                           | UEFA Nations League 2022-2023 - 1º turno                                | -                                                                       |                                                                         |
| 10-6-2022                                                               | Chișinău                                                                | Moldavia                                                                | 2 – 4                                                                   | Lettonia                                                                | UEFA Nations League 2022-2023 - 1º turno                                | -                                                                       |                                                                         |
| 14-6-2022                                                               | Vaduz                                                                   | Liechtenstein                                                           | 0 – 2                                                                   | Lettonia                                                                | UEFA Nations League 2022-2023 - 1º turno                                | -                                                                       | 44’                                                                     |
| 22-9-2022                                                               | Riga                                                                    | Lettonia                                                                | 1 – 2                                                                   | Moldavia                                                                | UEFA Nations League 2022-2023 - 1º turno                                | -                                                                       | 88’                                                                     |
| 25-9-2022                                                               | Andorra la Vella                                                        | Andorra                                                                 | 1 – 1                                                                   | Lettonia                                                                | UEFA Nations League 2022-2023 - 1º turno                                | -                                                                       |                                                                         |
| 16-11-2022                                                              | Riga                                                                    | Lettonia                                                                | 1 – 1 (5 – 3 dtr)                                                       | Estonia                                                                 | Coppa del Baltico 2022                                                  | -                                                                       |                                                                         |
| 19-11-2022                                                              | Riga                                                                    | Lettonia                                                                | 1 – 1 (7 – 8 dtr)                                                       | Islanda                                                                 | Coppa del Baltico 2022                                                  | -                                                                       | 80’                                                                     |
| 28-3-2023                                                               | Cardiff                                                                 | Galles                                                                  | 1 – 0                                                                   | Lettonia                                                                | Qual. Euro 2024                                                         | -                                                                       | 46’                                                                     |
| 16-6-2023                                                               | Riga                                                                    | Lettonia                                                                | 2 – 3                                                                   | Turchia                                                                 | Qual. Euro 2024                                                         | -                                                                       |                                                                         |
| 19-6-2023                                                               | Erevan                                                                  | Armenia                                                                 | 2 – 1                                                                   | Lettonia                                                                | Qual. Euro 2024                                                         | -                                                                       |                                                                         |
| 18-11-2023                                                              | Riga                                                                    | Lettonia                                                                | 0 – 2                                                                   | Croazia                                                                 | Qual. Euro 2024                                                         | -                                                                       | 89’                                                                     |
| 21-11-2023                                                              | Varsavia                                                                | Polonia                                                                 | 2 – 0                                                                   | Lettonia                                                                | Amichevole                                                              | -                                                                       |                                                                         |
| 21-3-2024                                                               | Limassol                                                                | Cipro                                                                   | 1 – 1                                                                   | Lettonia                                                                | Amichevole                                                              | -                                                                       |                                                                         |
| 26-3-2024                                                               | Larnaca                                                                 | Lettonia                                                                | 1 – 1                                                                   | Liechtenstein                                                           | Amichevole                                                              | -                                                                       | 46’                                                                     |
| 8-6-2024                                                                | Liepāja                                                                 | Lettonia                                                                | 0 – 2                                                                   | Lituania                                                                | Coppa del Baltico 2024                                                  | -                                                                       | 84’                                                                     |
| 11-6-2024                                                               | Liepāja                                                                 | Lettonia                                                                | 1 – 0                                                                   | Fær Øer                                                                 | Coppa del Baltico 2024                                                  | -                                                                       |                                                                         |
| 7-9-2024                                                                | Erevan                                                                  | Armenia                                                                 | 4 – 1                                                                   | Lettonia                                                                | UEFA Nations League 2024-2025 - 1º turno                                | -                                                                       |                                                                         |
| 10-9-2024                                                               | Riga                                                                    | Lettonia                                                                | 1 – 0                                                                   | Fær Øer                                                                 | UEFA Nations League 2024-2025 - 1º turno                                | -                                                                       |                                                                         |
| 10-10-2024                                                              | Riga                                                                    | Lettonia                                                                | 0 – 3                                                                   | Macedonia del Nord                                                      | UEFA Nations League 2024-2025 - 1º turno                                | -                                                                       |                                                                         |
| 13-10-2024                                                              | Tórshavn                                                                | Fær Øer                                                                 | 1 – 1                                                                   | Lettonia                                                                | UEFA Nations League 2024-2025 - 1º turno                                | -                                                                       |                                                                         |
| 14-11-2024                                                              | Skopje                                                                  | Macedonia del Nord                                                      | 1 – 0                                                                   | Lettonia                                                                | UEFA Nations League 2024-2025 - 1º turno                                | -                                                                       |                                                                         |
| 17-11-2024                                                              | Riga                                                                    | Lettonia                                                                | 1 – 2                                                                   | Armenia                                                                 | UEFA Nations League 2024-2025 - 1º turno                                | -                                                                       | 76’                                                                     |
| 21-3-2025                                                               | Andorra la Vella                                                        | Andorra                                                                 | 0 – 1                                                                   | Lettonia                                                                | Qual. Mondiali 2026                                                     | -                                                                       |                                                                         |
| 24-3-2025                                                               | Londra                                                                  | Inghilterra                                                             | 3 – 0                                                                   | Lettonia                                                                | Qual. Mondiali 2026                                                     | -                                                                       | 61’                                                                     |
| 10-6-2025                                                               | Riga                                                                    | Lettonia                                                                | 1 – 1                                                                   | Albania                                                                 | Qual. Mondiali 2026                                                     | -                                                                       |                                                                         |
| Totale                                                                  |                                                                         | Presenze                                                                | 52                                                                      |                                                                         | Reti                                                                    | 0                                                                       |                                                                         |

## Palmarès

### Club

#### Competizioni nazionali
- Campionato lettone: 1

Liepāja: 2015
- Coppa di Lettonia: 2

Liepāja: 2017
Riga FC: 2023
- Supercoppa d'Irlanda: 1

Dundalk: 2021

### Nazionali
- Coppa del Baltico: 1

2018